# Aline Archimbaud
Aline Archimbaud (ur. 2 listopada 1948 w Belfort) – francuska polityk i nauczycielka, eurodeputowana III kadencji, senator.

## Życiorys
Absolwentka École normale supérieure. Z zawodu nauczycielka, przez 30 lat uczyła przedmiotów humanistycznych w szkołach departamentu Sekwana-Saint-Denis. Od połowy lat 80. zaangażowana w działalność w organizacjach ekologicznych. Została członkinią Zielonych, w latach 1999–2002 była skarbnikiem krajowych struktur partii.
W latach 1992–1994 sprawowała mandat posłanki do Parlamentu Europejskiego, była członkinią Komisji ds. Stosunków Gospodarczych z Zagranicą. Później objęła stanowisko zastępcy mera miejscowości Pantin. W 2011 powołana w skład francuskiego Senatu. W 2015 przeszła z powstałego na bazie Zielonych ugrupowania Europe Écologie-Les Verts do nowo utworzonej Parti écologiste.